# Bagdad (Mexique)
Pour les articles homonymes, voir Bagdad (homonymie).
Bagdad est le nom d'un village de l'État de Tamaulipas au Mexique, sis à l'embouchure du Río Grande, et qui est entré dans l'histoire en raison des batailles pour son contrôle, lesquelles ont eu lieu de 1864 à 1866.

## Situation
Les villes proches sont Matamoros (Tamaulipas, Mexique) et Brownsville (Texas) (USA), anciennement Fort-Texas, toutes deux appartenant à la conurbation internationale, agglomération transfrontalière, de Matamoros–Brownsville.